# Дерек Мірс
Дерек Мірс (англ. Derek Mears; нар. 29 квітня 1972) — американський актор і каскадер. Часто з'являвся у фільмах жахів і наукової фантастики. Став відомим завдяки ролі Джейсона Вурхіза в перезапуску п'ятниці 13-го у 2009 році. Серед його ролей у кіно найвідомішими є «Пагорби мають очі 2» (2007), «Хижаки» (2010), «Пірати Карибського моря: На дивних берегах» (2011), «Гензель і Гретель: Мисливці на відьом» (2013) і «Аліта: Бойовий ангел» (2019). На телебаченні він зіграв головного героя в серіалі DC Universe Болотяна істота (2019).

## Життя і кар'єра
Мірс народився 29 квітня 1972 року в Бейкерсфілді, Каліфорнія. Він закінчив середню школу Гайленд у Бейкерсфілді в 1990 році. На початку життя Мірс перехворів на аутоімунну алопецію, через яку він втратив майже все волосся на тілі.
Мірс має численні заслуги як каскадера, так і як актора. У нього були другорядні ролі у фільмах та серіалах Тік-герой, Швидка допомога, Шпигунка, Неш Бріджес, Люди в чорному 2, Щит, Місце злочину: Нью-Йорк, Мене звати Ерл, Містер і місіс Сміт, CSI: Маямі, Спільнота та Пагорби мають очі 2. Серед його каскадерських робіт — фільми «Пірати Карибського моря: Прокляття Чорної перлини», «Пірати Карибського моря: Скриня мерця», «Індіана Джонс і Королівство кришталевого черепа» та «Леза слави», а також такі телесеріали, як «Ангел» і «Кістки».
Мірс зіграв свою проривну головну роль у фільмі «П'ятниця, 13-е» 2009 року. Його рекомендував продюсерам, Бреду Фуллеру та Ендрю Форму, гуру гриму та спецефектів Скотт Стоддард, який створив новий образ персонажа Мірса, Джейсона Вурхіза. Через зріст 1,96 м він є одним із найвищих акторів, які зображували Джейсона, нарівні з Кеном Кірзінгером, який має такий самий зріст, що й Мірс. Він був номінований на кінопремію MTV у категорії «Найкращий лиходій» за роль Вурхіза, але програв Гіту Леджеру з ролю Джокера у «Темному лицарі».

## Фільмографія
| Рік       |     | Українська назва                                  | Оригінальна назва                                              | Роль |
| --------- | --- | ------------------------------------------------- | -------------------------------------------------------------- | --- |
| 1995      | ф   | Руйнівниця                                        | The Demolitionist                                              | Чак X |
| 1999      | ф   | Дикий, дикий Вест                                 | Wild Wild West                                                 | Металева голова / Трюки |
| 2003      | ф   | Пірати Карибського моря: Прокляття Чорної перлини | Pirates of the Caribbean: The Curse of the Black Pearl         | член проклятого екіпажу |
| 2004      | с   | Щит                                               | The Shield                                                     | Crazyhouse |
| 2004      | с   | Швидка допомога                                   | E.R.                                                           | Джозеф |
| 2005      | ф   | Перевертні                                        | Cursed                                                         | перевертень |
| 2005      | ф   | Затура: Космічна пригода                          | Zathura: A Space Adventure                                     | лідер зоргонів |
| 2006      | ф   | Пагорби мають очі                                 | The Hills Have Eyes                                            | Ларрі |
| 2006      | ф   | Пірати Карибського моря: Скриня мерця             | Pirates of the Caribbean: Dead Man's Chest                     | помічник Дейві Джонса |
| 2006      | с   | Майстри жахів                                     | Masters of Horror                                              | Батько (серія «Pro-Life») |
| 2007      | ф   | Леза слави                                        | Blades of Glory                                                | Джош |
| 2007      | ф   | Пагорби мають очі 2                               | The Hills Have Eyes 2                                          | Хамелеон |
| 2008      | ф   | Напівпрофесіонал                                  | Semi-Pro                                                       | себе |
| 2008      | мф  | Обитель зла: Виродження                           | Resident Evil: Degeneration                                    | Кертіс Міллер |
| 2009      | ф   | П'ятниця, 13-те                                   | Friday the 13th                                                | Джейсон Вурхіз |
| 2009      | док | Його звали Джейсон: 30 років п'ятниці 13-го       | His Name Was Jason: 30 Years of Friday the 13th                | себе |
| 2010      | ф   | Хижаки                                            | Predators                                                      | класичний хижак |
| 2010—2011 | с   | Спільнота                                         | Community                                                      | Kickpuncher (серії «Intro to Political Science» та «Romantic Expressionism») |
| 2011      | ф   | Пірати Карибського моря: На дивних берегах        | Pirates of the Caribbean: On Stranger Tides                    | майстер зброї |
| 2011      | ф   | Арена                                             | Arena                                                          | Брут Джексон |
| 2013      | ф   | Мисливці за відьмами                              | Hansel and Gretel: Witch Hunters                               | Едвард |
| 2013      | ф   | Персі Джексон: Море чудовиськ                     | Percy Jackson: Sea of Monsters                                 | циклоп |
| 2013      | ф   |                                                   | Truth In Journalism                                            | Bullseye |
| 2013      | ф   | Сокира 3                                          | Hatchet III                                                    | Тайлер Хоуз |
| 2013      | док |                                                   | Crystal Lake Memories: The Complete History of Friday the 13th | себе |
| 2013—2014 | с   |                                                   | Comedy Bang! Bang!                                             | розлючений фанат / кат / містер Геллман (серії «Pee Wee Herman Wears a Halloween Costume», «Patton Oswalt Wears a Black Blazer & Dress Shoes», «Lizzy Caplan Wears All Black & Powder Blue Espadrilles») |
| 2013      | с   | Грімм                                             | Grimm                                                          | Крампус (серія «Twelve Days of Krampus») |
| 2014      | ф   | Операція «Мертвий сніг» 2                         | Dead Snow 2: Red vs. Dead                                      | Ставарін |
| 2014      | с   | Могутні медики                                    | Mighty Med                                                     | Катастрофа (серія «There's a Storm Coming») |
| 2014      | ф   | Підлітки-мутанти черепашки-ніндзя                 | Teenage Mutant Ninja Turtles                                   | Додзьо ніндзя |
| 2015      | ф   | Монстри атакують                                  | Freaks of Nature                                               | Вовк |
| 2016      | ф   | Поп-зірка: Не переставай, не зупиняйся            | Popstar: Never Stop Never Stopping                             | водій лімузина |
| 2016      | ф   | Закон ночі                                        | Live by Night                                                  | Донні Гішлер |
| 2016      | с   | Червоні проти синіх                               | Red vs. Blue                                                   | Рубен Лозано (серії «Call», «Consequences») |
| 2016      | с   | RWBY                                              | RWBY                                                           | Корсак Олбейн (серія «Menagerie») |
| 2016      | ф   | Фантазм 5: Знищувач                               | Phantasm: Ravager                                              | високий гном (видалена сцена) |
| 2017      | ф   | Від Дженніфер                                     | From Jennifer                                                  | Буч Валентин |
| 2017      | с   | Твін Пікс: Повернення                             | Twin Peaks                                                     | Ренцо |
| 2017      | с   | Агенти Щ.И.Т.                                     | Agents of S.H.I.E.L.D.                                         | Капітан Крі (серія «Orientation: Part 1») |
| 2018      | с   | Флеш                                              | The Flash                                                      | Сільберт Рундин / Dwarfstar (серії «Honey I Shrunk Team Flash», «True Colors») |
| 2019      | ф   | Аліта: Бойовий ангел                              | Alita: Battle Angel                                            | Ромо |
| 2019      | с   | Болотяна істота                                   | Swamp Thing                                                    | болотяна істота |
| 2020      | с   | Легенди завтрашнього дня                          | Legends of Tomorrow                                            | болотяна істота (серія «Crisis on Infinite Earths, Part 5») |
| 2022      | с   | Вартові справедливості                            | The Guardians of Justice                                       | приголомшлива людина |
| 2024      | ф   | Салемз Лот                                        | 'Salem's Lot                                                   | Губерт Марстен |

## Нагороди та номінації
| Рік  | Нагорода                   | Категорія                                    | Номінована робота                               | Результат |
| ---- | -------------------------- | -------------------------------------------- | ----------------------------------------------- | --------- |
| 2009 | MTV Movie & TV Awards      | Найкращий лиходій                            | П'ятниця 13-е                                   | Номінація |
| 2009 | Премія Гільдії кіноакторів | Видатна гра каскадерського ансамблю у фільмі | Індіана Джонс і королівство кришталевого черепа | Номінація |